# Кирхен, Жан
Жан Кирхен (люкс. Jean Kirchen; род. 13 декабря 1919 в Хостерте, Люксембург — ум. 30 ноября 2010 в городе Люксембург, Люксембург) — люксембургский шоссейный и циклокроссовый велогонщик. Двукратный чемпион Люксембурга на шоссе (1946, 1951) и в циклокроссе (1948, 1952).

## Достижения

### Велошоссе
1943
4-й Тур Люксембурга
1945
3-й  Чемпионат Люксембурга в групповой гонке
1946
1-й  Чемпионат Люксембурга в групповой гонке
6-й Чемпионат мира в групповой гонке
7-й Тур Люксембурга
1-й Этап 4
1947
2-й  Чемпионат Люксембурга в групповой гонке
3-й Тур Люксембурга
1948
2-й  Чемпионат Люксембурга в групповой гонке
5-й Тур де Франс
5-й Тур Швейцарии
8-й Тур Люксембурга
1949
3-й  Чемпионат Люксембурга в групповой гонке
8-й Тур Люксембурга
1950
3-й Тур Люксембурга
4-й Тур Швейцарии
5-й Тур де Франс
1951
1-й  Чемпионат Люксембурга в групповой гонке
4-й Тур Германии
7-й Тур Швейцарии
7-й Тур Люксембурга
1952
1-й  Тур Люксембурга
1-й Этап 1b
6-й Тур Германии
1-й Этап 2b
8-й Тур Романдии
1953
10-й Тур Люксембурга

### Велокросс
1948
1-й  Чемпионат Люксембурга
1951
6-й Чемпионат мира
1952
1-й  Чемпионат Люксембурга

## Статистика выступлений

### Гранд-туры
| Гонка           | 1947 | 1948 | 1949 | 1949 | 1950 | 1951 | 1952 |
| --------------- | ---- | ---- | ---- | ---- | ---- | ---- | ---- |
| Джиро д'Италия  | —    | —    | —    | —    | —    | —    | НФ   |
| Тур де Франс    | 18   | 5    | 13   | 5    | —    | —    | —    |
| Вуэльта Испании | —    | —    | —    | —    | —    | —    | —    |

| —  | Не участвовал  |
| НФ | Не финишировал |